# Jacky Chamoun
Jacky Chamoun (arab. جاكي شمعون; ur. 21 października 1991 w Bejrucie) – libańska narciarka alpejska, złota medalistka mistrzostw Libanu z 2009 roku w slalomie, olimpijka.
Narciarstwo alpejskie uprawia od 3. roku życia. Chamoun dwa razy brała udział w mistrzostwach świata, a najlepszym jej miejscem w zawodach tej rangi jest 47. miejsce w slalomie na Mistrzostwach z 2009 roku w Val d’Isère. Jednocześnie Chamoun nigdy nie wystartowała w zawodach Pucharu Świata. Najlepszym wynikiem Chamoun na zimowych igrzyskach olimpijskich jest 54. miejsce w slalomie na Zimowych Igrzyskach Olimpijskich 2010 w Vancouver.
Chamoun w 2009 roku w Cedars została mistrzynią Libanu w slalomie. Na mistrzostwach Libanu na podium stała jeszcze trzy razy: raz zajęła drugą lokatę, a dwa razy zdobyła brąz.
W 2011 roku wraz z innymi profesjonalnymi sportowcami pozowała topless do austriackiego kalendarza narciarskiego. W czasie Zimowych Igrzyskach Olimpijskich w Soczi do internetu trafiły materiały z tej sesji, które w Libanie wywołały oburzenie części opinii publicznej, a lokalne ministerstwo odpowiedzialne za sport zażądało od krajowego komitetu olimpijskiego wyjaśnień. Natomiast Chamoun otrzymała wyrazy poparcia od internautów z wielu krajów świata, powstała także inicjatywa publikowania własnych zdjęć w geście poparcia.

## Osiągnięcia

### Zimowe igrzyska olimpijskie
| Igrzyska       | Konkurencja | Czas    | Wynik | Zwycięzca         |
| -------------- | ----------- | ------- | ----- | ----------------- |
| Vancouver 2010 | Slalom      | 1:58.20 | 43.   | Maria Höfl-Riesch |

### Mistrzostwa świata
| Mistrzostwa      | Konkurencja | Czas    | Wynik | Zwycięzca         |
| ---------------- | ----------- | ------- | ----- | ----------------- |
| Val d’Isère 2009 | Gigant      | -       | DNF   | Kathrin Hölzl     |
| Val d’Isère 2009 | Slalom      | 1:20.18 | 47.   | Maria Höfl-Riesch |
| Schladming 2013  | Gigant      | 1:27.69 | 84.   | Tessa Worley      |
| Schladming 2013  | Slalom      | 1:13.43 | 88.   | Mikaela Shiffrin  |